# Uroczyska Kujańskie

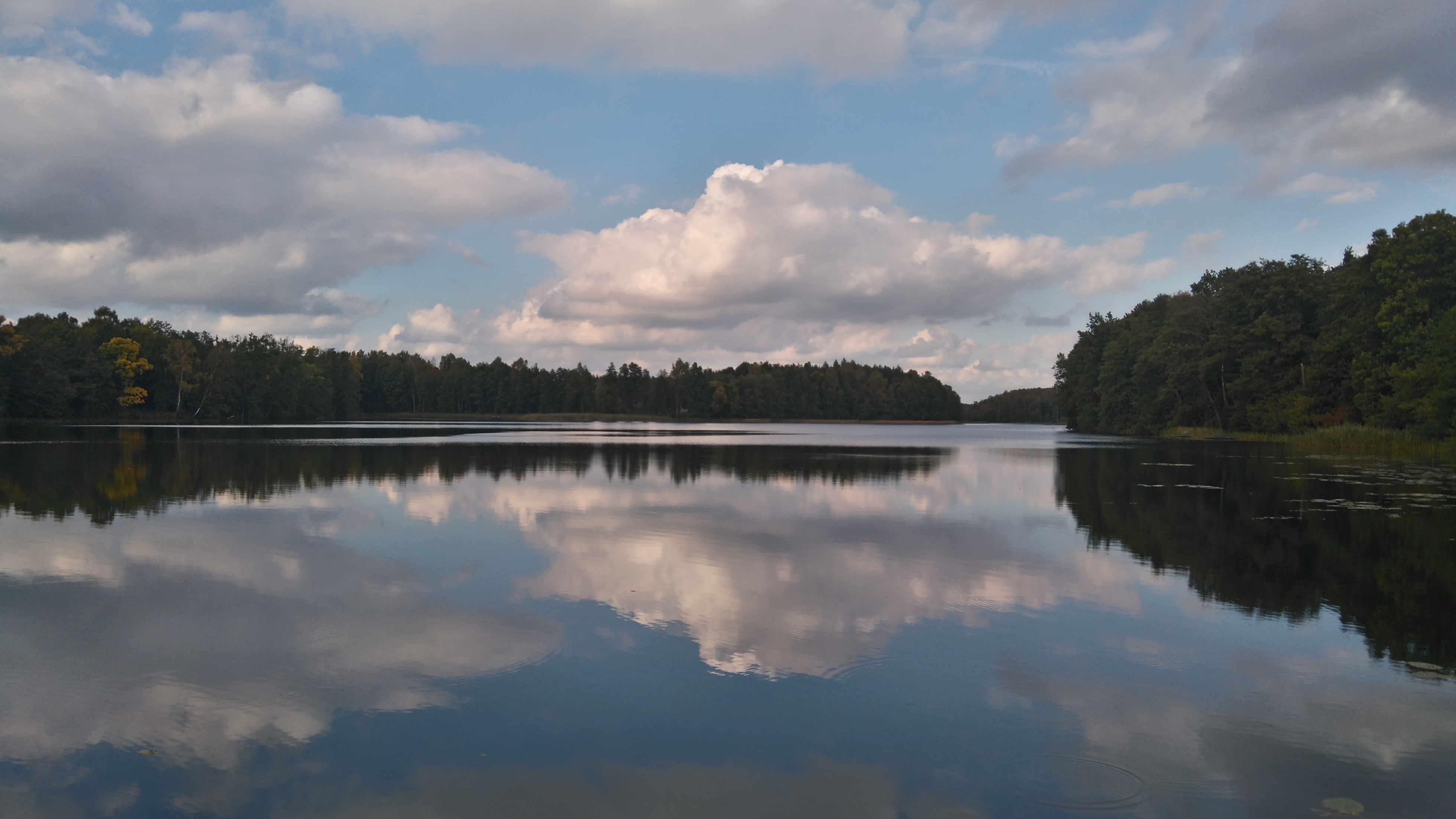
Jezioro Borówno - jesienny widok od strony wsi Kujan (fot. Paweł M. Owsianny)

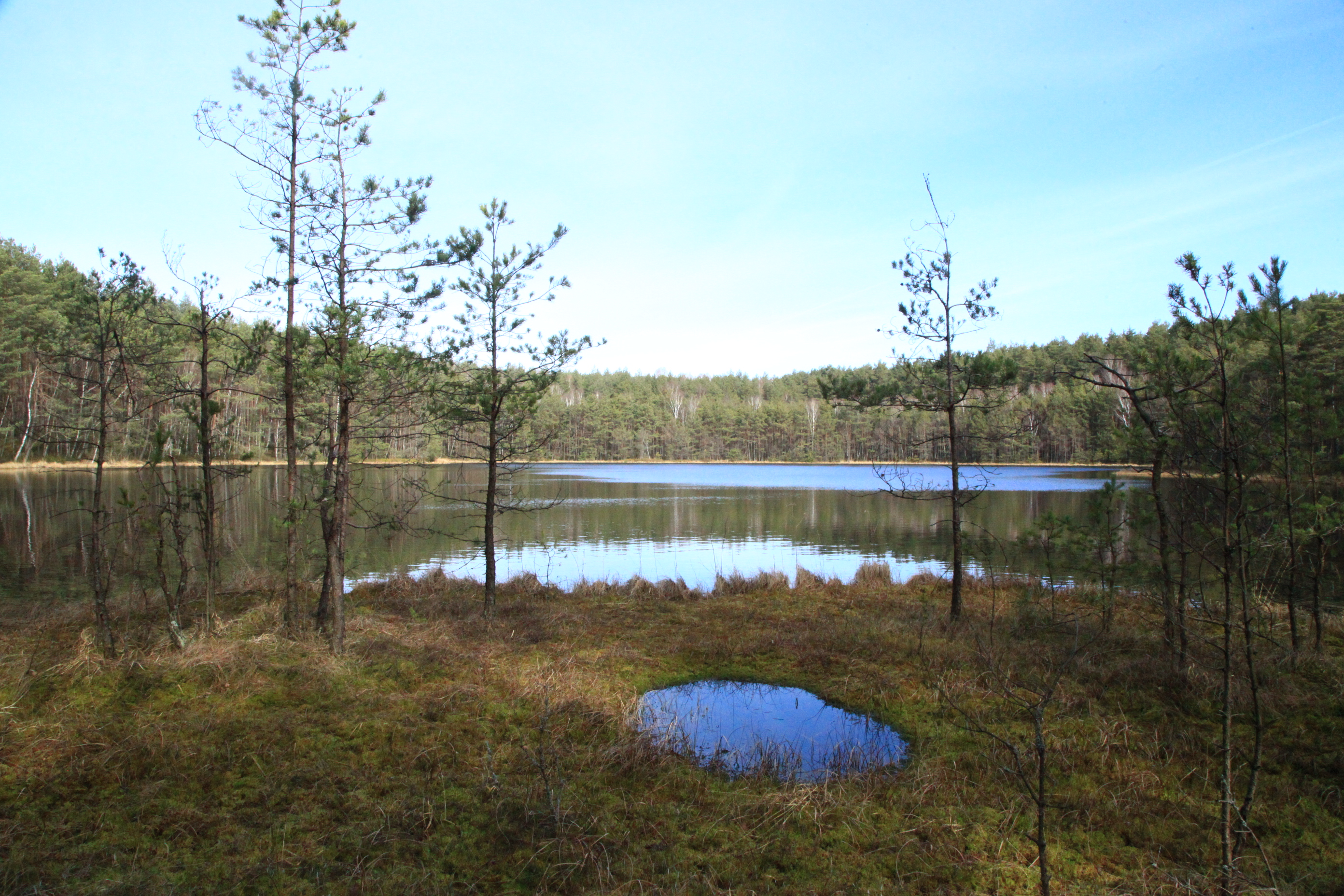
Dystroficzne jezioro Mały Smólsk (fot. Paweł M. Owsianny)

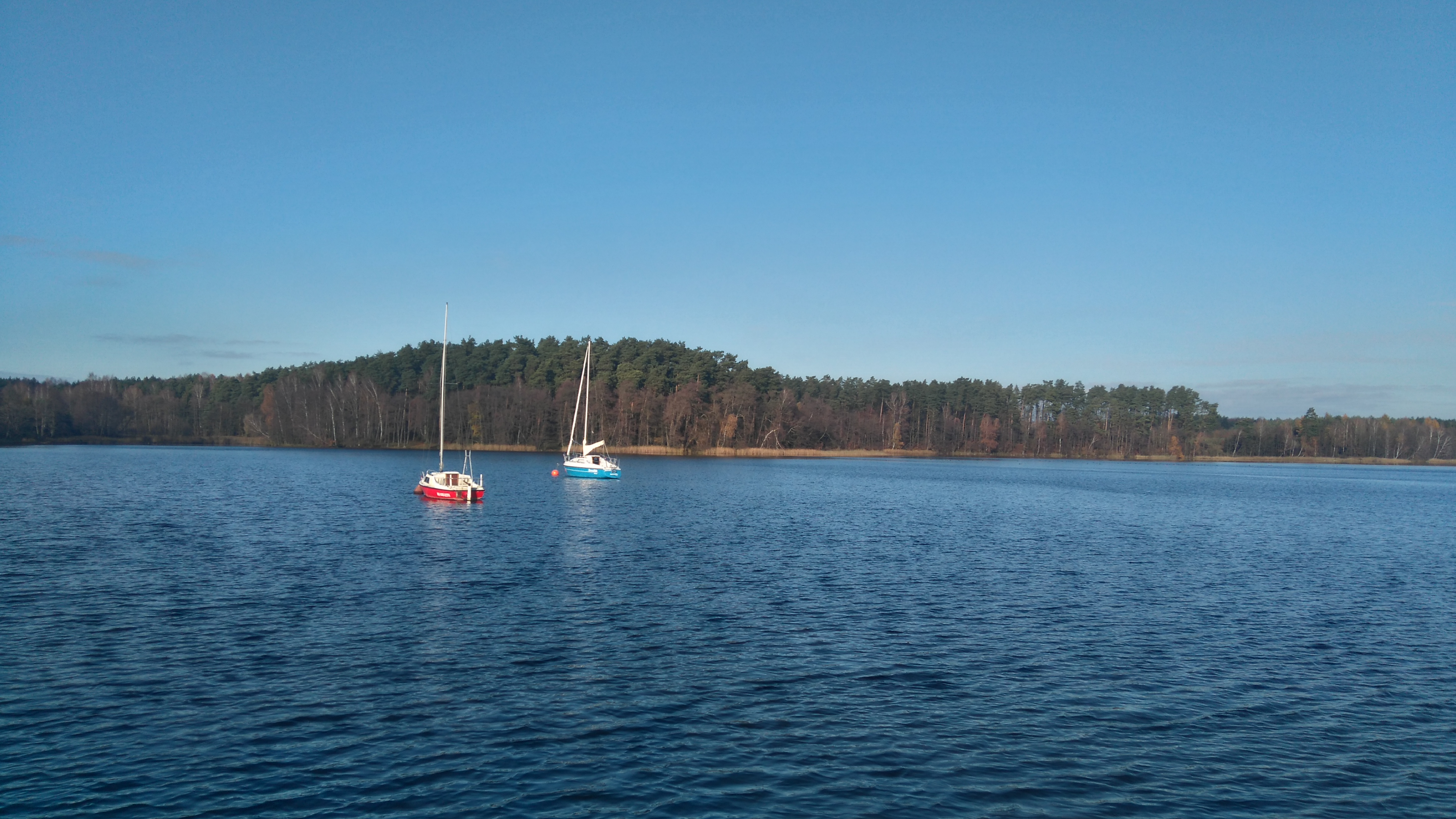
Jezioro Borówno - centralna część Uroczysk Kujańskich PLH 300052 (fot. Paweł M. Owsianny)

Uroczyska Kujańskie – Specjalny Obszar Ochrony Siedlisk Natura 2000 w Polsce, o kodzie PLH300052.
Obejmuje ochroną najcenniejszą część (1018.16 ha) kompleksu leśnego Bory Kujańskie, otaczającą miejscowość Kujan i jezioro Borówno na Pojezierzu Krajeńskim (Owsianny i in. 2009). Obszar znajduje się na terenie gminy Zakrzewo, w województwie wielkopolskim.
Uroczyska Kujańskie charakteryzują się krajobrazem leśno-jeziorno-łąkowym, w której jeziora zajmują najgłębsze zwykle miejsca rynien subglacjalnych związanych ze zlodowaceniem bałtyckim, łąki - równiny akumulacji biogenicznej w ich obrębie, bądź dna dolin wód roztopowych, natomiast lasy - porastają w głównej mierze równiny sandrowe. Najcenniejsze typy lasów - kwaśne dąbrowy i grądy występują zwykle na obrzeżach rynien związanych z ostatnim zlodowaceniem, a lasy i bory bagienne zajmują terasy przyjeziorne lub miejsca po zarośniętych zbiornikach wodnych lub ich części. Spotyka się tu przykłady bardzo dobrze funkcjonujących torfowisk źródliskowych i przejściowych. W obszarze reprezentowane są jeziora ramienicowe, dystroficzne i eutroficzne. Uroczyska Kujańskie są ważnym terenem występowania gatunków roślin i zwierząt z załącznika II Dyrektywy Siedliskowej.
Główną oś obszaru stanowi jezioro Borówno i genetycznie związane z nim mniejsze zbiorniki, w których występują siedliska ramienicowe. W jeziorze Borówno (powierzchnia 207 ha, głębokość maksymalna 18,5 m), rośnie chroniona w Polsce i bardzo rzadka w Europie ramienica Lychnothamnus barbatus. Gatunek ten był odnotowany na tym stanowisku blisko 100 lat temu i utrzymał się do tej pory. Południowa część jeziora jest zdominowana przez łąki ramienicowe budowane przez Nitellopsis obtusa i Chara tomentosa (Owsianny i in. 2009, Sugier i in. 2009, Gąbka i in. 2010). W północnej części Uroczysk Kujańskich znajduje się eutroficzne jezioro Wierzchołek (pow. 9,6 ha), do którego przylega torfowisko źródliskowe z czynnym procesem kształtowania się trawertynów. W obrębie tego torfowiska występują populacje rzadkich mszaków chronionych w Polsce: Drepanocladus vernicosus, kod 1393 (= Hamatocaulis vernicosus, kod 6216) - gatunku z załącznika II Dyrektywy Siedliskowej oraz Tomentypnum nitens i Helodium blandowii (Stańko i in. 2004, Owsianny i in. 2009).
W ostoi znajdują się dwa jeziora dystroficzne Mały Smólsk (pow. 2,07 ha) i Czarcie (Czarciak k. pn.-zach. brzegów jeziora Borówno; pow. 1,96 ha). Jezioro Mały Smólsk reprezentuje jedyny znany w Wielkopolsce przykład czystowodnego, głębokiego jeziora dystroficznego, bez roślinności w obrębie lustra wody. Jezioro to otacza torfowisko mszarne z rzadkimi torfowcami oraz bór bagienny. Nad jeziorem Czarcie spotyka się ważkę zalotkę większą (Leucorrhinia pectoralis) - gatunek z załącznika II Dyrektywy Siedliskowej. Na uwagę zasługuje także jezioro Wielki Smólsk (pow. 14,60 ha) - przykład rzadko opisywanego jeziora alloiotroficznego,  z obszarami przekształconych torfowisk mszarnych w zlewni bezpośredniej. Obszar wyróżnia kompleks unikalnych kwaśnych dąbrów w odmianie kontynentalnej, bardzo dobrze wykształconych i zachowanych, budowanych przez drzewostany ponad 200-letnie, jak i w podobnym wieku płatów borów sosnowych. Dna rynien i dolin zajmują łąki, a wzdłuż cieków lasy łęgowe. W południowej części obszaru spotyka się płaty grądów i buczyn. Na zachód od miejscowości Kujan, w obrębie niecki występuje kompleks borów i brzezin bagiennych. W starym parku nad jeziorem Kujan Mały (Mały Kujań) oraz w płatach kwaśnych dąbrów nad brzegami jeziora Borówno stwierdzono chrząszcza pachnicę dębową (Osmoderma eremita) - gatunek z załącznika II Dyrektywy Siedliskowej. Obszar Natura 2000 Uroczyska Kujańskie, zgodnie z zapisem w tzw. standardowym formularzu danych - dokumentacji obszaru - chroni łącznie 7 gatunków i 12 typów siedlisk przyrodniczych (Owsianny i in. 2009).
Nie mniej jednak obszar Borów Kujańskich, z centralnie usytuowanymi Uroczyskami Kujańskimi, jest siedliskiem większej ilości chronionych i rzadkich ponadregionalnie gatunków i siedlisk (Ruta i in. 2014 i cytowana tam literatura). Dlatego też przygotowana została dokumentacja, by całe Bory Kujańskie, a także przylegający do nich obszar (w tym z fragmentem doliny rzeki Łobżonki (Łobzonki), rejonem Jeziora Sławianowskiego Wielkiego, jeziora Stryjewo, czy Bazyliką Najświętszej Maryi Panny Niepokalanie Poczętej w Górce Klasztornej, ze względu na ponadprzeciętne walory przyrodniczo-krajobrazowe i historyczno-kulturowe, objąć ochroną szczególną - w postaci Parku Krajobrazowego Krajna Złotowska (Owsianny i in. 2019). Park ten czeka na zatwierdzenie Sejmiku Województwa Wielkopolskiego.